# Georg Matthäus Vischer
Georg Matthäus Vischer [géorg matéus fíšer], avstrijski duhovnik, topograf in kartograf, * 22. april 1628, Wenns, Tirolska (danes Avstrija), † 13. december 1696, Linz, Avstrija.
V imenu plemstva in duhovščine je sestavljal zemljevide in izdeloval grafike in risbe več kot 1000 mest, gradov, fevdalnih posestev, opatij in samostanov na območju Spodnje in Gornje Avstrije, avstrijske Štajerske, Štajerske, Moravske in Madžarske. Velikokrat njegove grafike predstavljajo najstarejše ohranjene prikaze teh krajev in zgradb.

## Dela
- Archiducatus Austriae Inferioris Accuratissima Geographica Descriptio, (Dunaj 1670),
- Topographia archiducatus Austriae Inferioris modernae 1672, (Dunaj 1672),
- Styriae Ducatus Fertilissimi Nova Geographica Descriptio, (Gradec 1678),
- Topographia Ducatus Stiriae (Gradec 1681, izbor Maribor 2006 (COBISS)),
- Archiducatus Austriae Inferioris Geographica et Noviter Emendata Accuratissima Descriptio Arhivirano 2007-07-07 na Wayback Machine., (Dunaj 1697).

- Maribor, Vischer, Styriae Ducatus Fertilissimi Nova Geographica Descriptio, bakrorez, Gradec 1678
- Celje, Vischer, Topographia Ducatus Stiriae, bakrorez, Gradec 1681
- Ptuj, Vischer, 1681
- Grad Konjice,  Vischer, Topographia Ducatus Stiriae, bakrorez, Gradec 1681
- Grad Komenda (Polzela),  Vischer, Topographia Ducatus Stiriae, bakrorez, Gradec 1681